# Atoniomyia viduata
Atoniomyia viduata là một loài ruồi trong họ Asilidae. Atoniomyia viduata được Wiedemann miêu tả năm 1819. Loài này phân bố ở vùng Tân nhiệt đới.